# Eloy de Igarzábal
Benjamín Eloy del Corazón de Jesús de Igarzábal (Córdoba, 1866 - id., 1926) fue un político argentino.

## Datos biográficos
Igarzábal militó en el conservadurismo de la provincia de Córdoba durante su trayectoria política. 
A comienzos del siglo XX fue concejal en la capital por el Partido Autonomista Nacional, siendo presidente del órgano deliberativo municipal en 1905. Es así que tras la renuncia del intendente Juan Carlos Pitt le correspondió ocupar el cargo de manera interina, desempeñando el mismo entre el 31 de marzo y el 27 de abril de 1905.
Con el final del PAN en la provincia de Córdoba, adhirió al núcleo conservador que se formó alrededor de la figura del gobernador Félix T. Garzón: el Partido Constitucional, en cuya representación fue elegido diputado nacional por el período comprendido entre los años 1912 y 1916.
En 1913 pasó a formar parte del Partido Demócrata, el cual lo proclamó candidato a vicegobernador para los comicios del 14 de noviembre de 1915, siendo la fórmula completada por Juan F. Cafferata.
Si bien contaron con el apoyo explícito del candidato a la presidencia por el PDP, Lisandro de la Torre, fueron derrotados por el postulante radical, Eufrasio S. Loza por 35952 sufragios sobre 35952. 
Fue el primer presidente de la Caja Popular de Ahorros creada durante el gobierno de Rafael Núñez (1919-1921).